# Monika Dethier-Neumann
Monika Dethier-Neumann (Eupen, 23 februari 1960) is een Belgisch Duitstalig politica voor Ecolo.

## Levensloop
Dethier-Neumann behaalde in 1980 het diploma van interieurarchitect aan het Institut Saint-Luc in Luik. Van 1980 tot 1984 was ze bouw- en ontwerpverantwoordelijke  in een schrijnwerkerij en daarna werkte ze van 1984 tot 1992, op basis van tijdelijke contracten, rond de integratie van kwetsbare jongeren in de maatschappij in Eupen. In 1992 werd ze zelfstandig interieurarchitect en daarna stapte ze met twee andere architecten in het architectenbureau van haar echtgenoot.
Ze werd in oktober 2000 als verruimingskandidaat op de Ecolo-lijst verkozen tot gemeenteraadslid van Eupen en ging er zich vooral bezighouden met dossiers rond cultuur, sociale aangelegenheden, jeugd en mobiliteit. In juni 2004 nam ze ontslag uit de gemeenteraad om als functies haar parlementslid uit te oefenen. In oktober 2012 werd ze opnieuw verkozen in de gemeenteraad van Eupen en ditmaal bleef ze er zetelen tot eind 2018.
Bij de Waalse verkiezingen van juni 2004 werd Dethier-Neumann voor het arrondissement Verviers verkozen in het Waals Parlement en werd ze als Duitstalige tevens raadgevend lid van het Parlement van de Duitstalige Gemeenschap. In juni 2009 werd ze herkozen, waarna ze voor korte tijd voorzitter van het Waals Parlement werd. Ze was daarmee de eerste vrouw in deze functie, maar na de vorming van de Waalse regering diende ze de functie af te staan aan haar partijgenote Emily Hoyos. Vervolgens werd Dethier-Neumann voorzitter van de belangrijke commissie van Openbare Werken, Landbouw, Landelijkheid en Erfgoed. 
Vanaf oktober 2013 kon Dethier haar parlementaire functies niet meer uitoefenen omdat ze voor lange tijd moest revalideren na een zwaar ongeval met haar auto, waarbij ze op de snelweg werd aangereden door een spookrijder. Niettemin maakte ze eind maart 2014 nogmaals haar opwachting in het Waals Parlement om voor de nieuwe Waalse landbouwwetgeving te stemmen. Dethier-Neumann was niet meer kandidaat bij de Waalse verkiezingen van mei 2014 en werd eerste opvolger op de Duitstalige Ecolo-lijst voor het Europees Parlement.